# LVR-Klinik Viersen
Die LVR-Klinik Viersen ist eine Klinik für Psychiatrie in Süchteln, einem Stadtteil von  Viersen, Johannisstr. 70. Sie befindet sich in der Trägerschaft des Landschaftsverbands Rheinland.

## Geschichte
Sie wurde 1906 als „Provinzial-Heil- und Pflegeanstalt Süchteln-Johannistal“ gegründet. Im Dritten Reich wurde ihr die Heil- und Pflegeanstalt Süchteln-Johannistal – Abteilung Waldniel in Waldniel-Hostert untergliedert.
Am 26. Januar 2016 wurde der Grundstein für einen großen Neubau gelegt.

## Einrichtung
Die Klinik verfügt über 736 Betten und Plätze, darüber hinaus hat sie noch Plätze in den Bereichen Rehabilitation und Forensik. Sie beschäftigt insgesamt 1.406 Personen.